# Animación esquelética
Rigging o animación esquelética (traducido del inglés skeletal animation) es un método de animación por computadora usado principalmente en la industria del cine. Consiste en la representación de la superficie de un personaje u objeto como una malla superimpuesta sobre un conjunto jerárquico de partes interconectadas (los «huesos» y «articulaciones») que conforman un  esqueleto o andamio (rig) utilizado para animar la malla.
La técnica sirve principalmente para animar figuras humanoides u orgánicas, pero puede usarse igualmente para representar deformaciones de cualquier objeto; en este último casos las partes del esqueleto no se encuentran necesariament conectadas, sino que pueden simplemente seguir unas pautas que dictan el movimiento de la parte de la malla a la que están conectadas. La simplicidad de la interfaz facilita la aplicación de algoritmos y geometrías complejos mediante la cinemática inversa y técnicas semejantes.
Nadia Magnenat Thalmann, Richard Laperrière, and Daniel Thalmann introdujeron la animación esquelética en 1988.

## Técnica
La animación esquelética se basa en la construcción de un conjunto de «huesos» (que no se corresponden necesariamente con ninguna característica anatómica real) también llamado «andamio» (rig) o esqueleto. Cada hueso tiene una transformación tridimensional a partir de la pose de enlace predeterminada que determina su posición, escala y orientación; el hueso también puede tener un «hueso padre», lo que conforma una jerarquía. La transformación completa de un hueso es el producto de la transformación de su padre y su propia transformación: Por ejemplo, al mover un fémur también se moverá la parte inferior de la pierna. A medida que se anima el personaje, los huesos cambian su transformación con el tiempo, bajo la influencia de un controlador de animación. El andamio consta generalmente de partes cinemáticas directas y cinemáticas inversas que pueden interactuar entre sí. La animación esquelética se refiere a la parte cinemática directa, donde un conjunto completo de configuraciones de los huesos identifica una pose única.
El paso siguiente consiste en asociar los huesos con la representación visual del personaje (la malla), proceso conocido como skinning. En el caso más común de una malla poligonal, el hueso está asociado con un grupo de vértices; por ejemplo, en un modelo de un ser humano, el hueso del muslo se asocia con los vértices o nodos de los polígonos que representan el muslo del modelo. Normalmente, cada porción de la piel del personaje se puede asociar con múltiples huesos con diferentes factores de escala llamados pesos de vértice o pesos de mezcla. Por lo tanto, el movimiento de la piel cerca de las articulaciones de dos huesos puede verse influenciado por ambos huesos. En la mayoría de los motores gráficos de última generación, el proceso de sombreado se realiza en la GPU mediante un programa de sombreado.
Cada vértice de la malla puede tener un peso ponderado para cada hueso. Para calcular la posición final del vértice, se crea una matriz de transformación que primero ubica el vértice en el espacio de huesos y luego calcula las coordenadas en el espacio de la malla. Después de aplicar la matriz al vértice, se le aplica la escala correspondiente a su peso ponderado.

## Usos
La animación basada en esqueletos es la forma estándar y más usada para animar personajes u objetos mecánicos durante un período prolongado de tiempo (entre 100 y 300 fotogramas)[cita requerida]. Es una técnica comúnmente usada por artistas gráficos y animadores de videojuegos y en la industria cinematográfica, por facilitar la creación de personajes expresivos y con movimientos realistas. Pueden utilizarse para la creación de efectos especiales y para reemplzar a los dobles de acción en escenas peligrosas.
También puede servir para simular y visualizar movimientos de objetos mecánicos o cualquier otro objeto formado por partes rígidas y movibles. Existen aplicaciones para la creación de materiales educativos, entrenamientos militares, medicina, ingeniería virtual y pruebas de equipamiento.
La captura de movimiento puede acelerar el proceso del desarrollo de la animación de esqueletos, a su vez aumentando el nivel de realismo.